# 제36회 골든 래즈베리상
제36회 골든 래즈베리상은 2015년 영화를 대상으로 2016년 2월에 열린 시상식이다.

## 수상 및 후보

### 최악의 작품상
- 판타스틱 4 - 조쉬 트랭크 수상
- 그레이의 50가지 그림자 - 샘 테일러-존슨 수상
- 주피터 어센딩 - 라나 워쇼스키 외 1명
- 폴 블라트: 몰 캅 2 - 앤디 픽맨
- 픽셀 - 크리스 콜럼버스

### 최악의 남우주연상
- 그레이의 50가지 그림자 - 제이미 도넌 수상
- 주피터 어센딩 - 채닝 테이텀
- 모데카이 - 조니 뎁
- 픽셀 외 1편 - 아담 샌들러
- 폴 블라트: 몰 캅 2 - 케빈 제임스

### 최악의 여우주연상
- 그레이의 50가지 그림자 - 다코타 존슨 수상
- 불륜녀 죽이기 - 캐서린 헤이글
- 주피터 어센딩 - 밀라 쿠니스
- 더 보이 넥스트 도어 - 제니퍼 로페즈
- 모데카이 - 기네스 팰트로

### 최악의 남우조연상
- 주피터 어센딩 - 에디 레드메인 수상
- 핫 텁 타임머신 2 외 1편 - 체비 체이스
- 픽셀 - 조시 게드
- 픽셀 - 케빈 제임스
- 앨빈과 슈퍼밴드: 악동 어드벤처 - 제이슨 리

### 최악의 여우조연상
- 앨빈과 슈퍼밴드: 악동 어드벤처 외 1편 - 칼리 쿠오코 수상
- 팬 - 루니 마라
- 픽셀 - 미셸 모나한
- 7번째 아들 - 줄리안 무어
- 러브 더 쿠퍼스 - 아만다 사이프리드

### 최악의 감독상
- 판타스틱 4 - 조쉬 트랭크 수상
- 폴 블라트: 몰 캅 2 - 앤디 픽맨
- 휴먼 센티피드 3 - 톰 식스
- 그레이의 50가지 그림자 - 샘 테일러-존슨
- 주피터 어센딩 - 라나 워쇼스키 외 1명

### 최악의 각본상
- 그레이의 50가지 그림자 - 켈리 마르셀 수상
- 판타스틱 4 - 사이먼 킨버그 외 2명
- 주피터 어센딩 - 릴리 워쇼스키
- 폴 블라트: 몰 캅 2 - 닉 바케이 외 1명
- 픽셀 - 팀 헐리히 외 1명

### 최악의 속편상
- 판타스틱 4 - 조쉬 트랭크 수상
- 앨빈과 슈퍼밴드: 악동 어드벤처 - 월트 베커
- 핫 텁 타임머신 2 - 스티브 핑크
- 휴먼 센티피드 3 - 톰 식스
- 폴 블라트: 몰 캅 2 - 앤디 픽맨

### 최악의 콤보상
- 그레이의 50가지 그림자 - 제이미 도넌 & 다코타 존슨 수상
- 판타스틱 4 - 마일즈 텔러 & 케이트 마라 & 마이클 B. 조던 & 제이미 벨
- 모데카이 - 조니 뎁 & 기네스 팰트로
- 폴 블라트: 몰 캅 2 - 케빈 제임스 & 그의 Segue 혹은 콧수염
- 코블러 - 아담 샌들러 & 모든 배우들

### 만회상
- 크리드 - 실베스터 스탤론 수상
- 피치 퍼펙트: 언프리티 걸즈 - 엘리자베스 뱅크스
- 컨커션 - 윌 스미스
- 더 비지트 - M. 나이트 샤말란

## 같이 보기
- 제22회 미국 배우 조합상
- 제88회 아카데미상
- 제68회 프라임타임 에미상
- 제69회 영국 아카데미 영화상
- 제73회 골든 글로브상